# Hanno de Grote
Hanno de Grote was een aristocraat uit Carthago en leefde in de derde eeuw voor Christus. Hanno was een rijk man, hij bezat landbouwbedrijven in Afrika en Spanje. Zijn bijnaam De Grote kwam voort uit zijn voortdurende inzet om de Carthaagse invloed en het Carthaagse gebied in Afrika te vergroten.
Tijdens de Eerste Punische Oorlog leidde hij de Carthaagse factie, die tegen oorlog met Rome was, en was voorstander van het verder veroveren van gebieden in Afrika, waarschijnlijk omdat hij hierdoor zijn bezittingen kon uitbreiden. Hierdoor stond hij lijnrecht tegenover de Carthaagse generaal Hamilcar Barkas. In 244 demobiliseerde Hanno de Carthaagse vloot, waarna Rome tijd had om een vernieuwde grote vloot te bouwen. In 241 versloeg de Romeinse vloot de Carthaagse vloot waarna de Romeinen de Middellandse Zee beheersten.
Na de Eerste Punische Oorlog weigerde Hanno de Carthaagse huurlingen te betalen. Zij kwamen daarna in opstand. Hanno nam daarop het bevel over het Carthaagse leger op zich om de huurlingen te verslaan, maar faalde daarin.
Tijdens de Tweede Punische Oorlog leidde hij opnieuw de factie die tegen oorlog met Rome was. Hij zorgde ervoor dat Hannibal geen versterking kreeg na de Slag bij Cannae tijdens zijn veldtocht tegen Rome in Italië. Hierdoor kon Hannibal Rome niet een beslissende slag toedienen. Nadat Carthago verslagen was in de Slag bij Zama behoorde Hanno tot de diplomaten die met de Romeinen over vrede onderhandelden.